# Debbie Friedman
Deborah Lynn Friedman, mais conhecida como Debbie Friedman (Utica, 23 de fevereiro de 1951 - Mission Viejo, 9 de janeiro de 2011), foi uma cantora e compositora norte-americana.
Deborah era especializada em canções religiosas judaicas.